# Transi

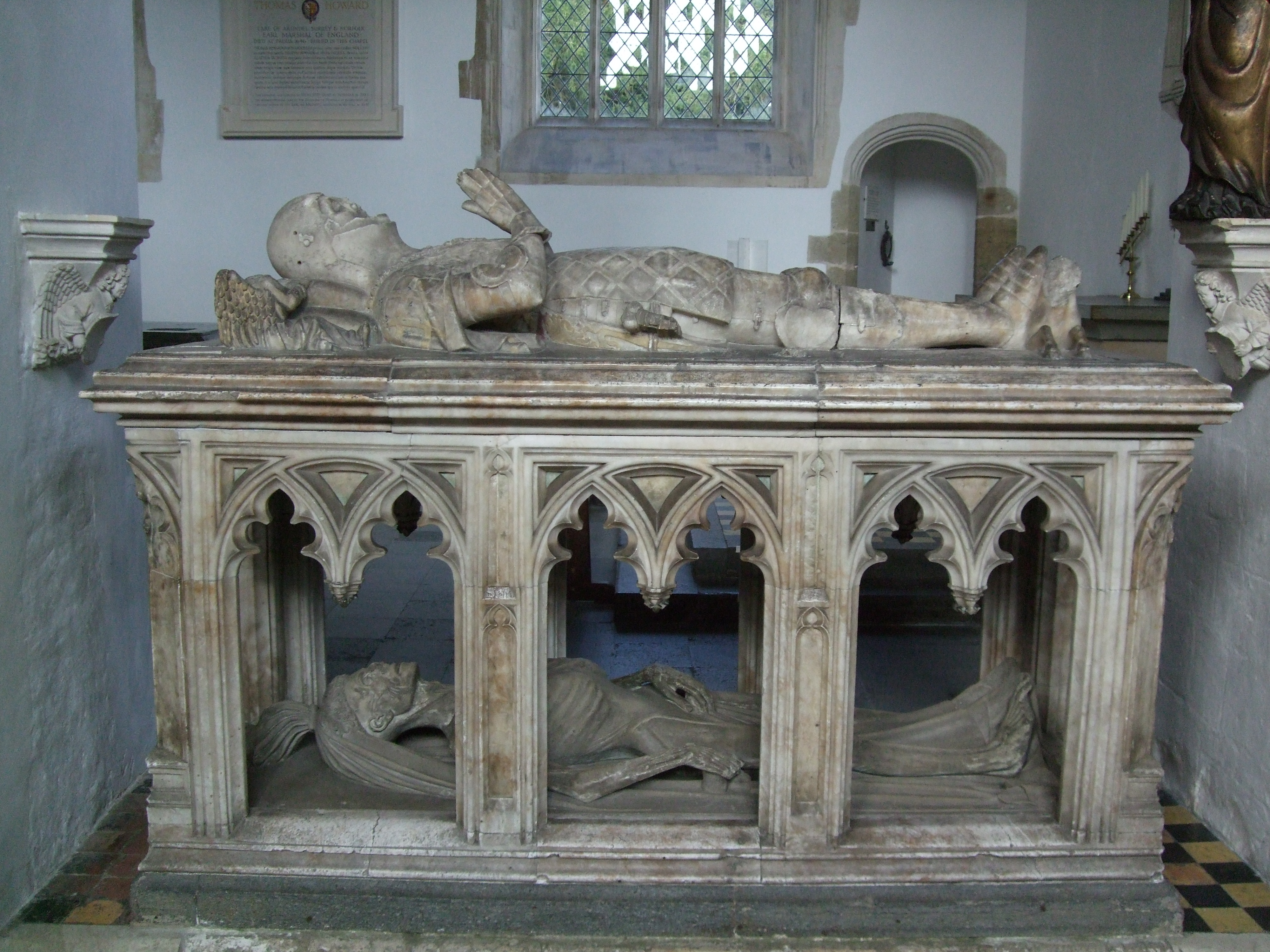
Cadaver monument of John FitzAlan, 7th Earl of Arundel (died 1435), Fitzalan Chapel, Arundel Castle, Sussex

Un  transi o monumento al cadáver  (memento mori monumento, que en latín significa "recordatorio de la muerte") es un tipo de monumento eclesiástico a los difuntos que presenta una efigie esculpida de un esqueleto o un cuerpo muerto demacrado, incluso en descomposición. Fue especialmente característico de la última Edad Media y estaba diseñado para recordar al transeúnte la transitoriedad y la vanidad de la vida mortal y la eternidad y la conveniencia de la vida posterior cristiana. La persona así representada no está necesariamente enterrada o sepultada exactamente bajo el monumento, ni siquiera en la misma iglesia.

## Resumen

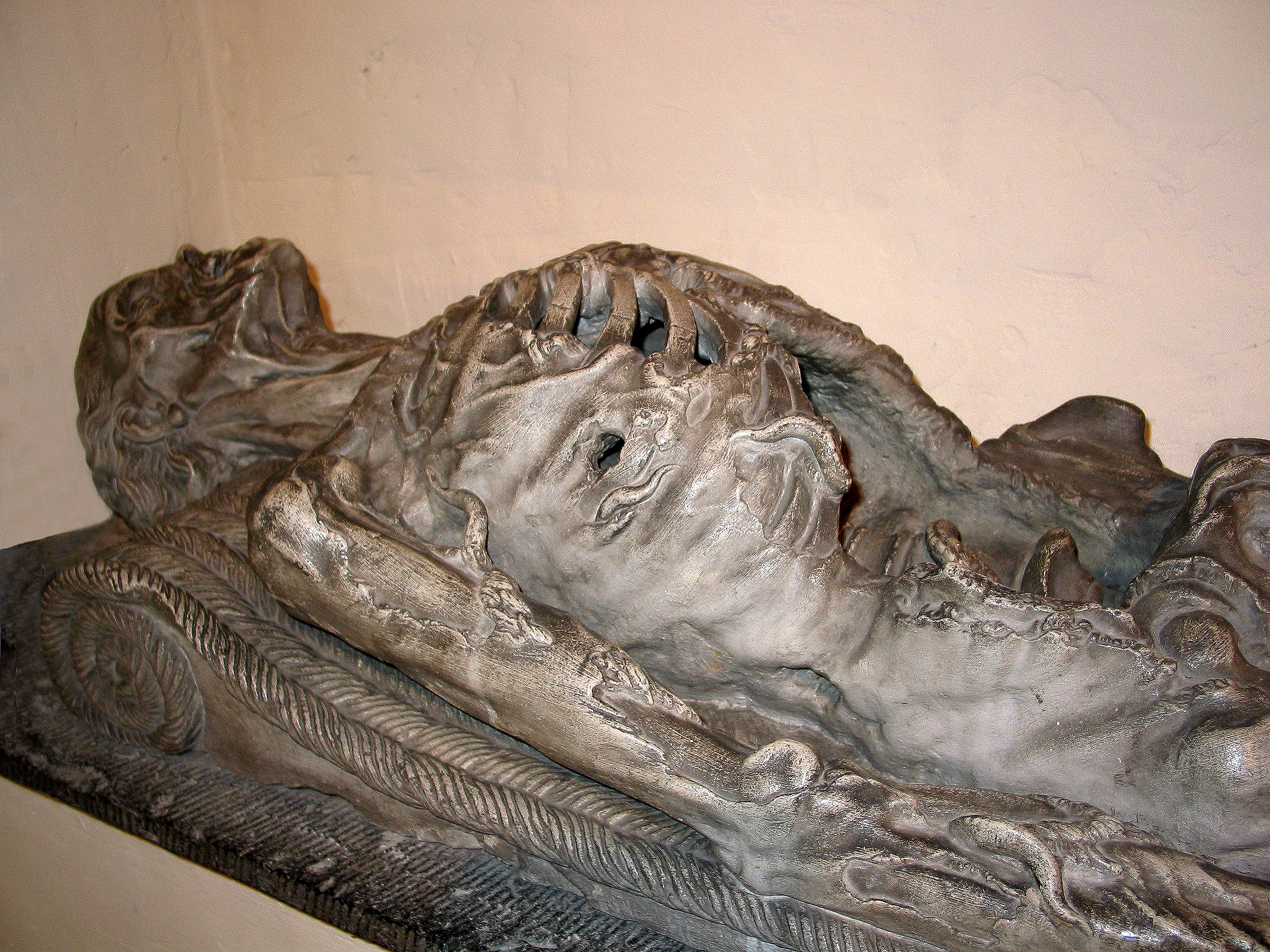
"L'homme aux moulons" (man eaten by worms), 16th c. cadaver monument in Boussu, Belgium

La representación de un cadáver en descomposición en el arte (a diferencia de un esqueleto) se denomina transi. Sin embargo, el término "monumento al cadáver" puede aplicarse realmente a otras variedades de monumentos, por ejemplo, con esqueletos o con el difunto completamente envuelto en un sudario. En los monumentos de "doble piso", en frase de Erwin Panofsky, un féretro de piedra esculpida muestra en el nivel superior la efigie yacente (o gisant) de una persona viva, donde puede ser de tamaño natural y a veces representada arrodillada en oración, y en dramático contraste como un cadáver en descomposición en el nivel inferior, a menudo amortajado y a veces en compañía de gusanos y otros animales carnívoros. La iconografía es regionalmente distinta: la representación de estos animales en estos cadáveres es más común en el continente europeo, y especialmente en las regiones alemanas. La difusión de la imaginería de cadáveres en la Danse Macabre bajomedieval puede haber influido también en la iconografía de los monumentos de cadáveres.
En el Arte funerario cristiano, los monumentos de cadáveres suponían un cambio drástico con respecto a la práctica habitual de representar a los difuntos tal y como eran en vida, por ejemplo, recostados pero con las manos juntas en oración, o incluso como figuras militares dinámicas desenfundando sus espadas, como las efigies de los siglos XIII y XIV que se conservan en la Temple Church, Londres.
El término también puede utilizarse para un monumento que muestra sólo el cadáver sin la correspondiente representación de la persona viva. La escultura pretende ser un ejemplo didáctico de lo transitoria que es la gloria terrenal, ya que representa lo que todas las personas de cualquier condición acaban siendo. El estudio de Kathleen Cohen sobre cinco eclesiásticos franceses que encargaron monumentos transi determinó que lo común a todos ellos era una mundanidad exitosa que parecía casi exigir una muestra impactante de la mortalidad transitoria. Un ejemplo clásico es la "Transi de René de Chalons" de Ligier Richier, en la iglesia de Saint Etienne en Bar-le-Duc, Francia.

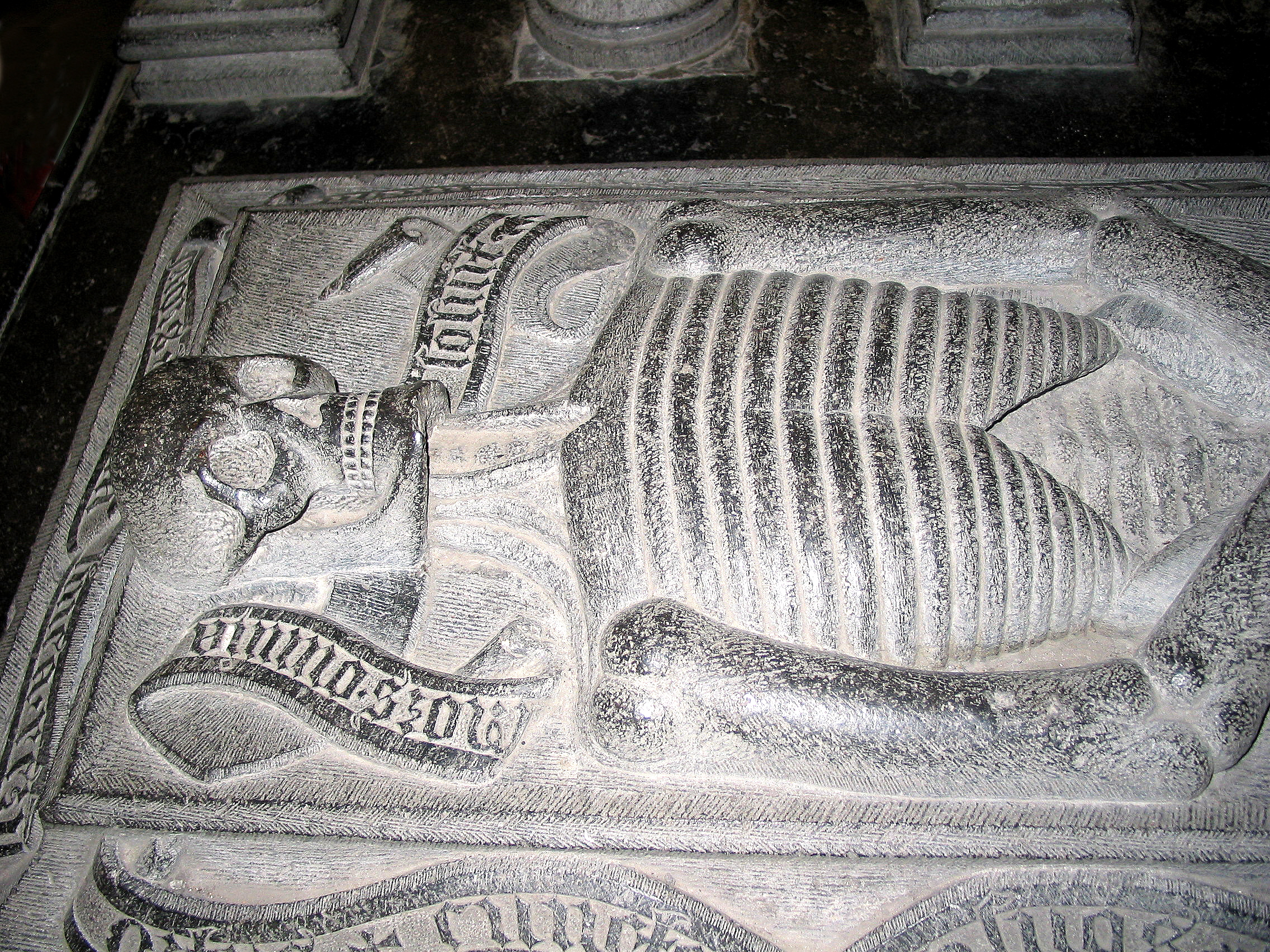
Cadaver effigy, lower level of monument to Jean III de Trazegnies and his spouse Isabeau de Werchin (1550) in Trazegnies, Belgium

Estos monumentos cadavéricos, con sus exigentes dispositivos escultóricos, se hacían sólo para personas de alto rango, normalmente la realeza, los obispos, los abades o la nobleza, porque había que ser rico para mandar hacer uno, y lo suficientemente influyente para que se le asignara un espacio para uno en una iglesia de capacidad limitada. Algunos monumentos de la realeza eran tumbas dobles, para el rey y la reina. ¡Los reyes franceses Louis XII, Francisco I y Henry II fueron retratados por partida doble, como parejas tanto como efigies vivas como cadáveres desnudos, en sus monumentos dobles de dos pisos<! -doble: rey y reina; doble piso: dos efigies de cada uno--> en la Basílica de Saint-Denis cerca de París. También existen otras variedades, como la imaginería de cadáveres en losas incisas y bronces monumentaleses, incluidos los llamados "bronces del sudario", de los que sobreviven muchos en Inglaterra.